# SaskTel Centre

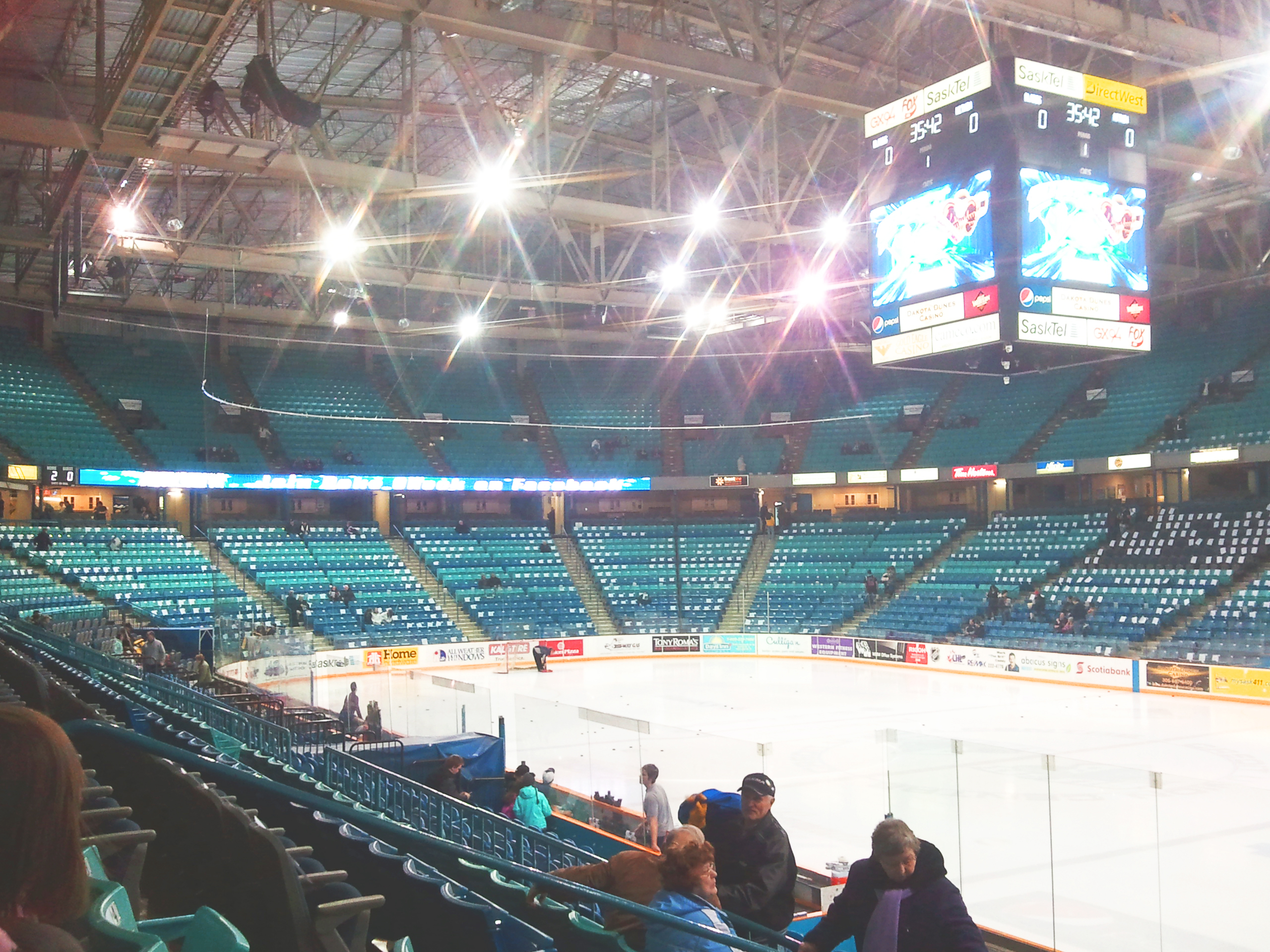
Interior do Credit Union Centre

Credit Union Centre é uma arena localizada na cidade de Saskatoon, no Canadá, onde conta com aproximadamente 14 500 assentos.